# Culture du Sri Lanka

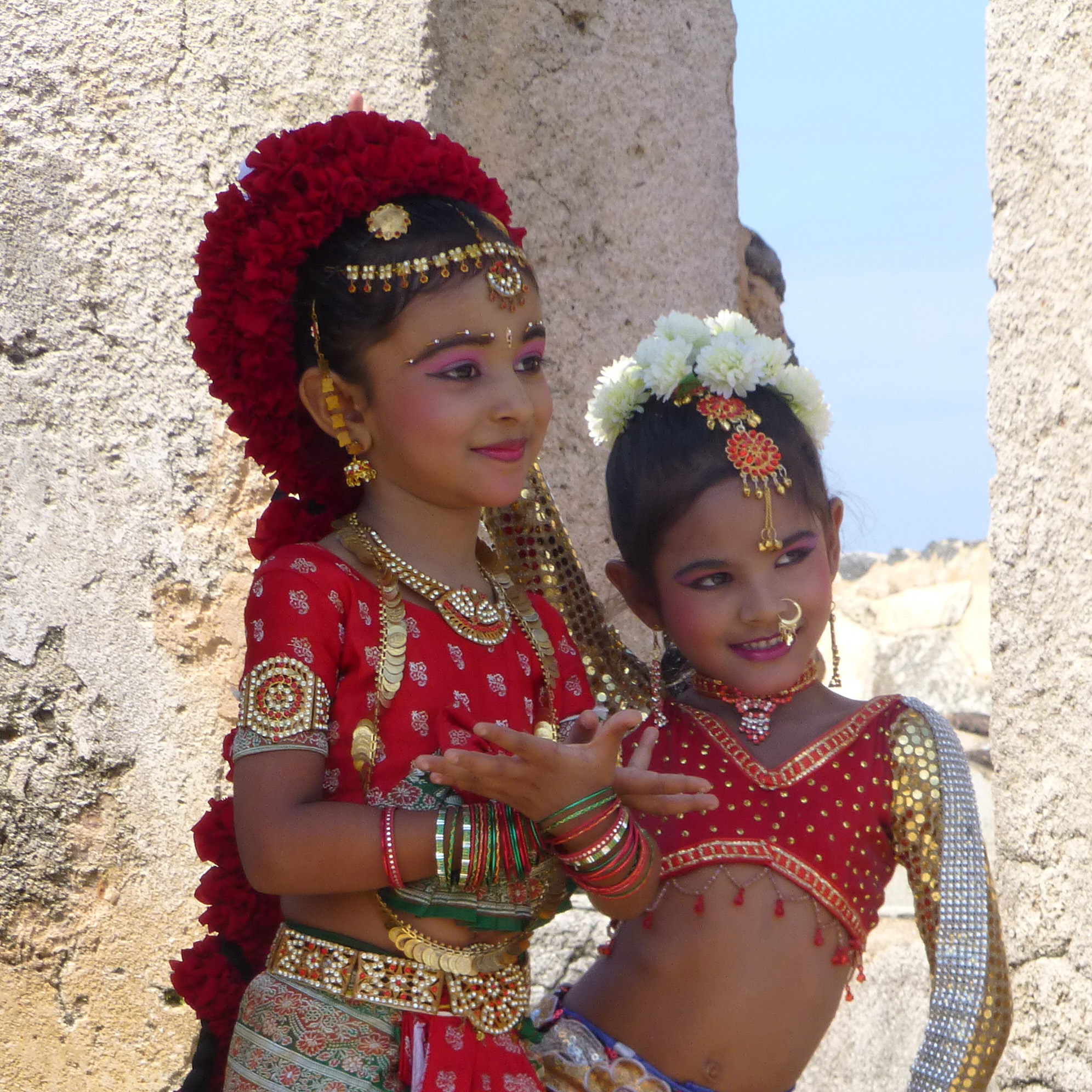
Élèves d'une école de danse au fort de Galle (Sri Lanka).

La culture srilankaise est celle des 22 000 000 Srilankais (estimation 2020), minorités et diasporas comprises.

## Peuples et langues
L'Histoire du Sri Lanka explique la variété des populations, des langues, des pratiques culturelles.
- Ceylan portugais (1597-1658), Ceylan néerlandais (1640-1796)
- Ceylan britannique (1802-1948), Dominion de Ceylan (1948-1972)

### Ethnies
- Groupes ethniques au Sri Lanka
- Cingalais (peuple) (environ 75 % de la population)
- Tamouls (environ 25 % de la population, soit 5 000 000, dont environ 4 millions de Tamouls de Ceylan et 1 million de Tamouls du « pays des collines » (Hill country) (descendants des ouvriers indiens des plantations de montagne))
  - Tamouls srilankais, population tamoulophone autochtone de l'île, composée de diverses communautés telles que les Jaffnais et les Tamouls de l'Est (Histoire des Tamouls de l'Est du Sri Lanka (en))
  - Tamouls indiens, population tamoulophone d'origine indienne, immigrée sur l'île à partir du XIXe siècle, composée principalement mais non exclusivement par les tamouls dit « des collines »
- Veddas, peuple indigène, chasseur-cueilleur, en voie de disparition par assimilation culturelle (2 500)
- Malais de Sri Lanka (50 000 environ)
- Javanais du Sri Lanka (en)	(8 500 environ)
- Maures srilankais (1 500 000 environ), et rares Memons (< 10 000 Memons du Sri Lanka (en))
- Pathans du Sri Lanka (en), diaspora pachtoune (< 500)
- Sri Lanka Kaffirs (en) (< 1 000), ou Siddis
- Africains au Sri Lanka (en)	(< 1 000)
- Burghers, eurasiens descendants des Européens des colonisations (40 000)
  - Burghers hollandais (en), Burghers portugais (en)
  - Mestiços du Sri Lanka (en)
- Diasporas asiatiques au Sri Lanka (en) (d'Inde, Chine, Japon, Corée, Maldives, Pakistan...)
- Histoire des Juifs au Sri Lanka (en)
- Système de castes au Sri Lanka (en)

### Langues
- Langues au Sri Lanka
- Langues du Sri Lanka
- Sinhala Only Act (1956), révoqué en 1978
- Singhalais, langue officielle, et effective pour 70 % de la population
  - Alphasyllabaire cingalais
  - Numérotation singhalaise ancienne
  - Slang singhalais (en)
- Tamoul (sri-lankais) (5 000 000 locuteurs)
  - Inscriptions tamoules au Sri Lanka (en)
  - Dialectes tamouls du Sri Lanka (en)
  - Arwi ou arabu-tamil, adaptation de l'alphabet arabe, en déclin
- Langage malais du Sri Lanka (en) (40 000 locuteurs)
- Créole portugais du Sri Lanka (en) (3 400 locuteurs)
- Anglais du Sri Lanka (en) (20, 25 % de la population)
- Langage vedda (en) (300 locuteurs sur 2 500 indigènes Vedda)

## Traditions

### Religion(s)
- Religion au Sri Lanka, Religion au Sri Lanka (rubriques)
  - Catégorie:Bouddhisme au Sri Lanka,
  - Hindouisme au Sri Lanka 2 830 000 hindouistes en 2010, 3 090 000 en 2020, estimations)
  - Islam au Sri Lanka
  - Christianisme au Sri Lanka, Église catholique au Sri Lanka
  - Judaïsme, Histoire des Juifs au Sri Lanka (en)
- Autres spiritualités
- Liberté de croyance et de culte

### Symboles
- Armoiries du Sri Lanka, Emblème du Sri Lanka, Drapeau du Sri Lanka
- Sri Lanka Matha, hymne national du Sri Lanka

### Mythologie
- Mythologie au Sri Lanka (en)

### Fêtes
- Fêtes et jours fériés au Sri Lanka (en)
- Cérémonie de mariage Poruwa (en)

## Arts de la table

### Cuisine(s)

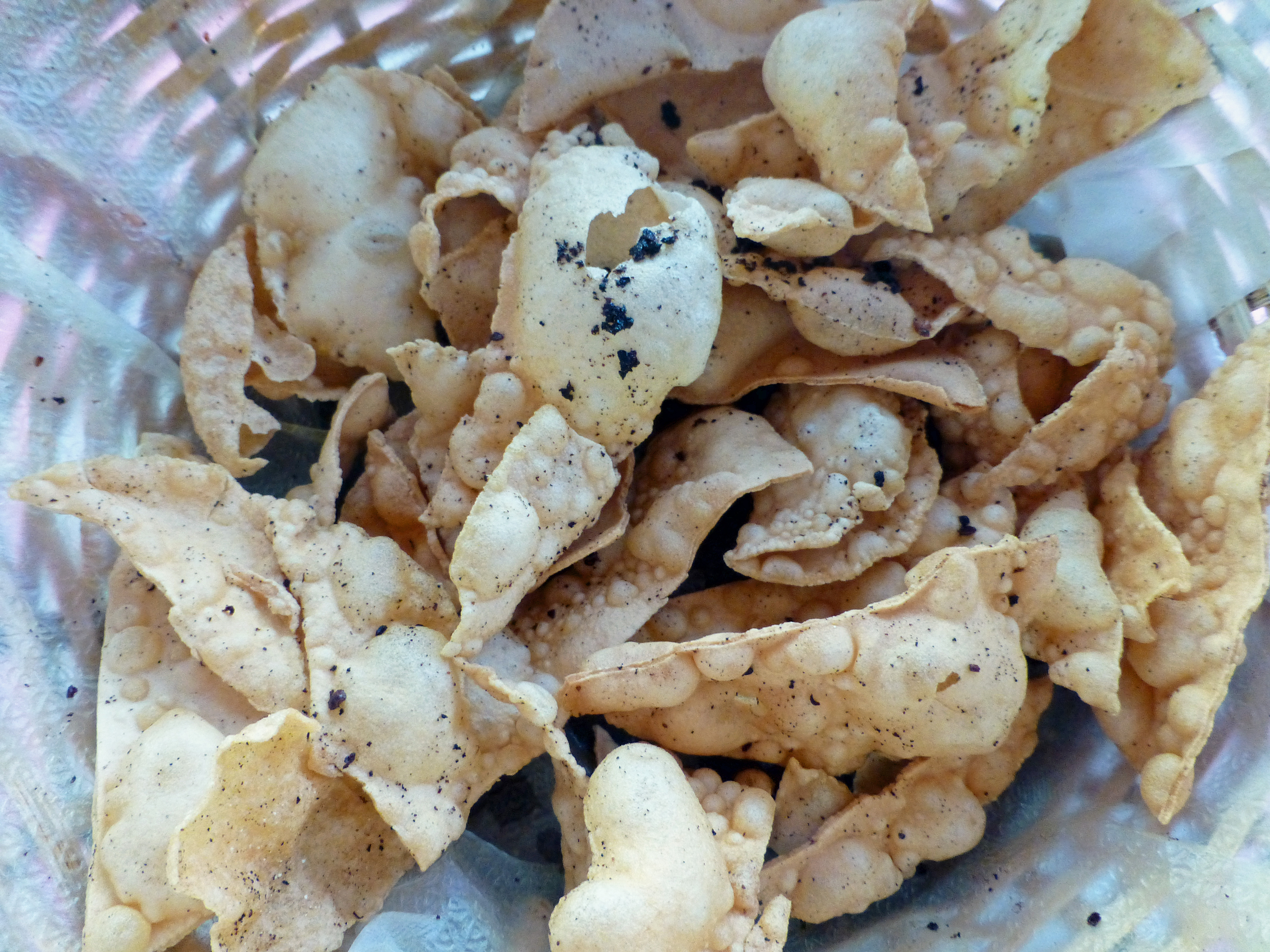
Papadum.

La cuisine srilankaise a conservé des influences des puissances coloniales, des commerçants étrangers ainsi que des influences de la cuisine du Kerala en Inde.
Les principaux ingrédients de la cuisine srilankaise sont le riz, la noix de coco et les épices en particulier, reflétant l'histoire de l'île en tant que producteur d'épices.
- Plats srilankais par ingrédient principal (en)
- Liste de desserts et de douceurs du Sri Lanka (en)

### Boissons
- Thé
- Jus de fruits
- Vin de palme
- Arrack
- Falooda

## Santé
- Santé au Sri Lanka (en)
- Catégorie:Santé au Sri Lanka, Protection sociale

### Sport
Catégorie:Sport au Sri Lanka
- Sportifs srilankais
- Sri Lanka aux Jeux olympiques
- Participation aux Jeux paralympiques
- Participation aux Jeux du Commonwealth
- Sport au Sri Lanka (en)
- Cricket au Sri Lanka (en)
- Elle (sport) (en)

### Arts martiaux
- Angampora
- Cheena di (en)

### Jeux
- Demala diviyan keliya (en)
- Hat diviyan keliya (en)
- Waxed paper roses (en)

## Artisanats

### Textiles, cuir, papier
- Les techniques de fabrication des Dumbara-ratā kalāla, tapis traditionnels ornementaux[1], sont inscrites sur la liste du patrimoine culturel immatériel de l'humanité au Sri Lanka

### Joaillerie, bijouterie, orfèvrerie
- Joaillerie au Sri Lanka

## Société
- Inégalités de genre au Sri Lanka (en)
- Minorités sexuelles au Sri lanka (en)
- Droits humains au Sri Lanka (en)
- Classes sociales au Sri Lanka (en)
- Système de castes au Sri Lanka (en)
- Criminalité au Sri Lanka (en)
- Terrorisme au Sri Lanka (en)
- Guerre civile du Sri Lanka (1983-2009)
- Massacres au Sri Lanka
- Terrorisme d'État au Sri Lanka (en)
- Liste d'émeutes au Sri Lanka (en)

## Littérature
- Littérature srilankaise
- Écrivains srilankais
  - Martin Wickramasinghe
  - Jean Arasanayagam

### Littératures proches
- Maldives : Écrivains maldiviens, Littérature aux Maldives (en)
- Népal : Littérature népalaise (en), Écrivains népalais
- Bangladesh : History of Bengali literature (en), Écrivains bangladais
- Pakistan : Littérature pakistanaise, Écrivains pakistanais
- Inde : Littérature indienne

## Média
- Catégorie:Média au Sri Lanka
- Télécommunications au Sri Lanka (en)

## Arts visuels
- Catégorie:Artiste srilankais
- Arts visuels au Sri Lanka (en)

Divers sites proposent des listes et des galeries d'artistes

### Peinture
- Fresques de l'ère de Kandy
- Groupe 43
  - Justin Daraniyagala
  - George Keyt
  - Ivan Peries

### Sculpture
- Relief (sculpture) du Sri Lanka,
- Ronde-bosse (sculpture) du Sri Lanka

### Architecture
- Architecture au Sri Lanka
- Architecture dans l'ancien Sri Lanka
- Temple de la Dent, Kandy

### Photographie
- Lionel Wendt

## Arts du spectacle

### Danse
- Danses au Sri Lanka : Danses de Kandy (Danses du Haut pays)
- Kummi (en), danse tamoule réalisée par des femmes en cercle
- Sanni Yakuma (en), danse masquée d'exorcisme, d'inspiration bouddhiste theravada

### Théâtre
Le théâtre au Sri Lanka (en), dans sa forme occidentale, est un phénomène récent.
Les masques du Sri Lanka montrent la longue durée de rituels dramatiques, généralement d'exorcisme, comme le Sanni Yakuma (en) ou les danses de Kandy, qui trouvent leur origine dans le bouddhisme theravāda.

### Autres: marionnettes, mime, pantomime, prestidigitation
- Arts de la rue, Arts forains, Cirque,Théâtre de rue, Spectacle de rue,
- Marionnette, Arts pluridisciplinaires, Performance (art)…
- Arts de la marionnette au Sri Lanka sur le site de l'Union internationale de la marionnette
  - Le théâtre traditionnel de marionnettes à fils est ancien au Sri Lanka : le rūkada nātya est inscrit depuis 2018 sur la liste du patrimoine culturel immatériel de l'humanité au Sri Lanka.

### Cinéma
- Catégorie:Acteur srilankais
- Catégorie:Actrice srilankaise

## Patrimoine

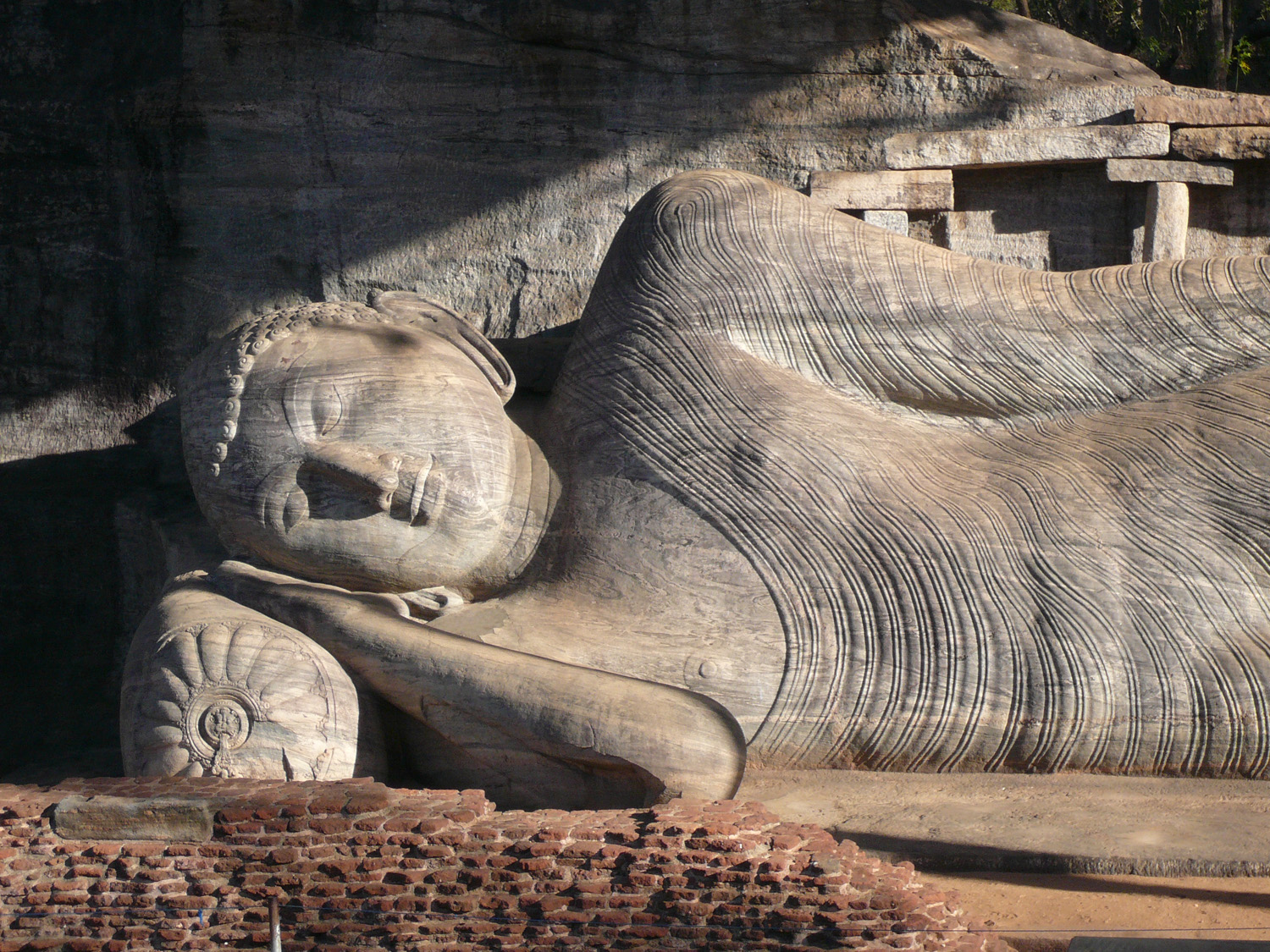
Bouddha couché à Polonnâruvâ.

### Musées
- Liste des musées au Sri-Lanka (en), dont :
- Colombo
  - Colombo Dutch Museum
  - Colombo Port Maritime Museum
  - Currency museum
  - Independence Memorial Museum
  - National Museum of Colombo
  - National Museum of Natural History of Colombo
  - Postal museum

### Liste du Patrimoine mondial
Le programme Patrimoine mondial (UNESCO, 1971) a inscrit dans sa liste du Patrimoine mondial (au 12/01/2016) : Liste du patrimoine mondial au Sri Lanka.

### Liste représentative du patrimoine culturel immatériel de l’humanité
Le programme Patrimoine culturel immatériel (UNESCO, 2003) a inscrit dans sa liste représentative du patrimoine culturel immatériel de l’humanité  :
- 2018 : Le rūkada nātya, théâtre traditionnel de marionnettes à fils au Sri Lanka[3]

### Registre international Mémoire du monde
Le programme Mémoire du monde (UNESCO, 1992) a inscrit dans son registre international Mémoire du monde (au 15/01/2016) :
- Archives de la Compagnie hollandaise des Indes orientales[4]

### Filmographie
- Sri Lanka : de bon augure, film de Marc Mopty, l'Harmattan vidéo, Paris, 2006, 52 min (DVD)